# Miriam Correia
Miriam Correia es una deportista brasileña que compitió en judo. Ganó una medalla de oro en el Campeonato Panamericano de Judo de 1984, en la categoría de –66 kg.

## Palmarés internacional
| Campeonato Panamericano | Campeonato Panamericano   | Campeonato Panamericano | Campeonato Panamericano |
| Año                     | Lugar                     | Medalla                 | Categoría               |
| ----------------------- | ------------------------- | ----------------------- | ----------------------- |
| 1984                    | Ciudad de México (México) | Medalla de oro          | –66 kg                  |